# Bataille de Tornavento
Guerre de Trente Ans
Batailles
La bataille de Tornavento, le 22 juin 1636, est une victoire des Franco-Savoyards sur les Espagnols dans la guerre de Trente Ans.
Opposant deux armées d'environ 10 500 hommes pour les Franco-Savoyards et 14 000 pour les Espagnols, la bataille de Tornavento est très meurtrière, avec 3 000 à 4 000 morts. L'armée française est commandée par Charles de Créquy et les troupes savoyardes sont aux ordres du duc de Savoie Victor-Amédée Ier. Les Espagnols sont sous les ordres de Diego Felípez de Guzmán, marquis de Leganés. Le contingent espagnol comprend quatre bataillons espagnols, trois bataillons italiens et sept compagnies allemandes, notamment.